# Asentosaari (ö i Östra Lappland)
Asentosaari är en ö i Finland. Den ligger i sjön Suomujärvi och i kommunen Salla i den ekonomiska regionen  Östra Lapplands ekonomiska region  och landskapet Lappland, i den norra delen av landet, 700 km norr om huvudstaden Helsingfors. Öns area är 6 hektar och dess största längd är 470 meter i nord-sydlig riktning.